# Flemming Muus (bassist)
 For alternative betydninger, se Flemming Muus. (Se også artikler, som begynder med Flemming Muus)
Flemming Muus er en dansk bassist. Muus har spillet i flere forskellige orkestre og har medvirket som studiemusiker på en lang række indspilninger. 
Flemming Muus var med i det århusianske orkester Voxpop, hvor han medvirkede på bandets album for begyndelsen af 1980'erne. Efter opløsningen af Voxpop udgav han sammen med Robert Stang EP'en Fifty/Fifty i 1983. I den resterende del af 1980'erne var Flemming Muus medlem af grupperne Naïve og Janes Rejoice og medvirkede samtidig på album med bl.a. Nanna, Lars H.U.G., Hanne Boel, Elisabeth og Søs Fenger. Han var endvidere en del af Lotte Rømer Band. 
I 1990'erne spillede Muus med bl.a. Dodo & The Dodos og medvirkede som bassist på Love Shops to første album, 1990 og DK samt udgivelser med Rockers by Choice, Martin Hall, Kirsten Siggaard m.fl. I 2000 medvirkede han på Brødrene Olsens album Wings of Love'. 
I 2001 medvirkede han på albummet Tak for i går og undskyld med Frede Fup og blev en fast del af Frede Fup. Sideløbende med medlemskabet af Frede Fup har Flemming Muus indspillet med en række artister. 
Han er gift med Pernille Tranberg. 